# IC 4601
IC 4601 est une nébuleuse par réflexion dans la constellation du Scorpion.
- Ascension droite 16h 20m 39s
- Déclinaison -25° 2′ 10″
- Taille 20' × 10'
- Magnitude très faible

Cette nébuleuse très difficile à voir est à réserver à la photographie longue pose avec un instrument très lumineux.